# Kremlin Cup 2010
La Kremlin Cup 2010 è stato un torneo di tennis giocato sul cemento indoor. È stata la 21ª edizione del torneo maschile che fa parte della categoria ATP World Tour 250 series nell'ambito dell'ATP World Tour 2010 e la 15ª del torneo femminile che fa parte della categoria Premier nell'ambito del WTA Tour 2010. Il torneo si è giocato allo Stadio Olimpico di Mosca, in Russia, dal 18 al 24 ottobre 2010.

## Partecipanti ATP

### Teste di serie
| Nazionalità | Giocatore           | Ranking | Testa di serie* |
| ----------- | ------------------- | ------- | --------------- |
| Russia      | Nikolaj Davydenko   | 6       | 1               |
| Russia      | Michail Južnyj      | 8       | 2               |
| Francia     | Jo-Wilfried Tsonga  | 13      | 3               |
| Cipro       | Marcos Baghdatis    | 18      | 4               |
| Rep. Ceca   | Radek Štěpánek      | 30      | 5               |
| Kazakistan  | Andrej Golubev      | 33      | 6               |
| Ucraina     | Serhij Stachovs'kyj | 34      | 7               |
| Serbia      | Janko Tipsarević    | 37      | 8               |

* Le teste di serie sono basate sul ranking all'11 ottobre 2010.

### Altri partecipanti
I seguenti giocatori hanno ricevuto una wildcard per il tabellone principale:
- Igor' Andreev
- Tejmuraz Gabašvili
- Dmitrij Tursunov

I seguenti giocatori sono passati dalle qualificazioni:

- Ilya Belyaev
- Andrej Kuznecov
- Victor Crivoi
- Igor' Kunicyn
- Paul-Henri Mathieu (lucky loser)

## Partecipanti WTA

### Teste di serie
| Nazionalità | Giocatrice                  | Ranking | Testa di serie* |
| ----------- | --------------------------- | ------- | --------------- |
| Serbia      | Jelena Janković             | 7       | 1               |
| Bielorussia | Viktoryja Azaranka          | 10      | 2               |
| Cina        | Li Na                       | 11      | 3               |
| Russia      | Anastasija Pavljučenkova    | 21      | 4               |
| Italia      | Flavia Pennetta             | 23      | 5               |
| Russia      | Marija Kirilenko            | 24      | 6               |
| Russia      | Alisa Klejbanova            | 26      | 7               |
| Spagna      | María José Martínez Sánchez | 27      | 8               |

* Le teste di serie sono basate sul ranking all'11 ottobre 2010.

### Altre partecipanti
Le seguenti giocatrici hanno ricevuto una wildcard per il tabellone principale:
- Dar'ja Gavrilova
- Alla Kudrjavceva
- Li Na

Le seguenti giocatrici sono passate dalle qualificazioni:

- Zarina Dijas
- Ol'ga Savčuk
- Marija Korytceva
- Ksenija Pervak

## Campioni

### Singolare maschile
Viktor Troicki ha battuto in finale  Marcos Baghdatis con il punteggio di 3–6, 6–4, 6–3.
- È il 1º titolo della carriera per Troicki.

### Singolare femminile
Viktoryja Azaranka ha battuto in finale  Marija Kirilenko con il punteggio di 6–3, 6–4.
- È il 2º titolo dell'anno per Victoria Azarenka, il 5° della sua carriera.

### Doppio maschile
Igor' Kunicyn /  Dmitrij Tursunov hanno battuto in finale  Janko Tipsarević /  Viktor Troicki con il punteggio di 7–6(8), 6–3.

### Doppio femminile
Gisela Dulko /  Flavia Pennetta hanno battuto in finale  Sara Errani /  María José Martínez Sánchez con il punteggio di 6–3, 2–6, [10–6].